# Anemplocia formosa
Anemplocia formosa är en fjärilsart som beskrevs av Paul Dognin 1900. Anemplocia formosa ingår i släktet Anemplocia och familjen mätare. Inga underarter finns listade i Catalogue of Life.